# 당위
당위(當爲, Sollen)는 현재에 존재하고(Sein), 조건이 없으며, 또한 앞으로 있을 것에 대하여 반드시 있어야만 하는 것이다. 또한 해야 하는 것으로서 그 실현이 요구되며, 강제되는 것. 말하자면 도덕법칙이나 의무의 명령은 당위이다.

## 참고 자료
- 이 문서에는 다음커뮤니케이션(현 카카오)에서 GFDL 또는 CC-SA 라이선스로 배포한 글로벌 세계대백과사전의 "〈도덕법칙·의무 등〉 당위." 항목을 기초로 작성된 글이 포함되어 있습니다.